# The Lanskies
The Lanskies est un groupe de pop rock français, originaire de Saint-Lô, dans la Manche. Formé en 2006, le groupe se compose de cinq membres : Lewis Evans (chant), Florian von Kunssberg (guitare, chant), Marc Brendel (guitare) décédé le 27 juin 2022, Zool Vabret (basse, chant) et Sylvain Lamotte (batterie).
Le groupe compte au total trois albums, Lords of the Mersey (2008), Bank Holiday (2010) et Hot Wave (2014). Le groupe semble avoir cessé ses activités, le leader Lewis Evans se concentrant sur ses propres performances.
En mars 2025, le groupe annonce qu'il se reforme.

## Biographie

### Débuts (2008—2010)
Le groupe The Lanskies est formé au cours de l'année 2006 à Saint-Lô, et bénéficie rapidement du soutien de la salle de musiques actuelles le Normandy. Après un concert remarqué en janvier 2008 à La Flèche d'or à Paris, le groupe se produit en première partie des Foals sur la scène du Normandy et sort un premier album Lords of the Mersey (Indelible Records).
L'année 2008 marque un tournant pour la jeune formation avec une sélection pour le tremplin du festival les Vieilles Charrues où le groupe se classe premier ex-æquo. À la suite de sa performance remarquée aux Vieilles Charrues, le groupe enchaîne les concerts et devient un des chefs de file de la nouvelle scène musicale bas-normande. En 2009, The Lanskies participent à la première édition du festival Beauregard et terminent dans les vingt finalistes du concours CQFD du magazine Les Inrockuptibles. Choisis pour figurer sur la compilation Give Me Some Rock'n'Roll[réf. nécessaire] aux côtés de Radiohead, The Kooks ou encore The Kills, ils y proposent le titre However, premier single du nouvel album Bank Holiday (Indelible Records) qui sort en 2010.
Interviewé par Rolling Stone, le groupe bénéficie d'un accueil chaleureux de la part de la presse musicale et enregistre plusieurs live en radio (Oui FM) et à la télévision. En août 2010, The Lanskies s'envolent pour la Chine et participent à plusieurs concerts dans le cadre de la Semaine de la mode à Dalian,. L'année 2010 se termine par une programmation aux Transmusicales de Rennes.

### RomeoetHot Wave(2011—2018)
En mars 2011, le groupe est choisi par l'émission Tracks (Arte) dans le cadre d'un numéro spécial consacré à la scène musicale saint-loise. En octobre 2011, The Lanskies partent aux États-Unis, participent au Festival CMJ à New York et se produisent dans plusieurs clubs de la côte Ouest. Ils en profitent pour tourner le clip de Romeo, premier extrait de leur EP éponyme qui sort en novembre. Romeo figure sur la compilation des Inrockuptibles, Objectif 2012. Après une tournée française au printemps 2012 et plusieurs festivals estivaux dont Rock en Seine et Les Déferlantes Sud, le groupe fait une pause pour se consacrer à l'écriture d'un nouvel album aux accents hip-hop.
L'album Hot Wave sort le 27 janvier 2014. En travaillant avec le sorcier Clive Martin (The Dodoz, Naïve New Beaters), ils aboutissent à un album percutant enchaînant 10 titres où les influences hip-hop se mêlent à leur ADN rock. Deux singles en ressortent : Move It et 48 Hours. Le groupe effectue une tournée pour l'année 2014 puis est entré dans une phase de pause durant laquelle son chanteur Lewis Evans a commencé une carrière solo, avec notamment l'album Halfway to Paradise, sorti le 2 octobre 2015.
En 2017, le groupe compose la bande originale du film comique Embrasse-moi ! d'Océane Rose Marie et Cyprien Vial. Une avant-première du film est faite à Carentan le 16 juin 2017 à 20 h 30 au cinéma Le Cotentin à Carentan. Depuis, le groupe semble avoir cessé ses activités, le leader Lewis Evans se concentrant sur ses propres performances.

## Membres

### Derniers membres
- Lewis Evans — chant
- Florian von Kunssberg — guitare, chant
- Marc Brendel — guitare (décédé le 27 juin 2022)
- Zool Vabret — basse, chant
- Sylvain Lamotte — batterie

### Anciens membres
- Vincent Carabeufs — basse
- Anthony Hamel — batterie
- Augustin Hauville — basse